# Східний центр далекого космічного зв'язку
Східний центр далекого космічного зв'язку (СЦДКЗ) — заснований 1965 року при переведенні Радіоелектронної частини військово-космічних сил Росії (створеної ще 1957 року) в район селища Галенки, Приморський край, Росія, 30 км на захід від міста Уссурійськ.
Мета створення СЦДКЗ: для використання в мережі управління цивільними та військовими космічними апаратами. У 1971 році на базі зведеного комплексу з 35-метровим радіотелескопом був створений Східний центр далекого космічного зв'язку. На той момент СЦДКЗ працював в дециметровому і сантиметровому діапазонах на прийом, в дециметровому — на передачу. Особовий склад частини брав участь в роботах космічних програм, в тому числі за космічними кораблями «Восток», «Восход», «Союз», «Космос», «Луна», «Зонд», «Луноход». Основним інструментом СЦДКЗ є 70-метровий повноповоротний радіотелескоп «П-2500», введений в дію в 1984 році.

## Альтернативні назви
- НІП-15;
- В/ч 14038;
- УС «Жниця»;
- Об'єкт «Уссурійськ» далекого космічного зв'язку.

## Інструменти СЦДКЗ
СЦДКЗ має у своєму складі безліч різних радіотехнічних та оптико-лазерних засобів:
- Комплекс «Сатурн-МСД», створений в 1971 році. Включає в себе дві антени П-200П (передавальна) діаметром 25 метрів, «П-400П» діаметром 32 метри (приймальна);
- Антени діаметром 8 метрів;
- Комплекс «Квант-Д» складається з антени «П-2500» або РТ-70 — 70-метрова параболічна повноповоротна радіоантена. Вага — 24 000 тонн, площа збирання — 2500 кв. м., висота — 103 м. Діапазон роботи: СМ, ДМ. + Передавач «Гарпун» (потужність 80 кіловатів). На повну потужність запрацював в 1984 році.

## Напрямки робіт
- Зв'язок з КРТ «Спектр-Р»
- Навколоземні астероїди[1].

## Основні досягнення
- Участь в роботах космічних програм, в тому числі по космічним кораблям "", «Восход», «Союз», «Космос», «Луна», «Зонд», «Луноход», і АМС «Фобос-Ґрунт».
- Робота по програмі Вега, зв'язок з космічними апаратами на орбітах Венери. Робота за програмою «Венера — комета Галлея»;
- Робота з проєктом «Фобос-1» і «Фобос-2»;
- Планувалася робота з проєктом Марс-96, але через аварію РН не було реалізовано;
- У 1991 р., за договором з JPL/NASA був здійснений пробний прийом телеметричної інформації з найбільш віддалених космічних апаратів «Вояджер — 1,2»[2];
- Даний радіотелескоп — найбільший повноповоротний на території Росії;[2]

## Адреса СЦДКЗ
- Росія, Приморський край, Жовтневий район, сел. Галенкі.

## Цікаві факти
- Вартість Східного центру далекого космічного зв'язку оцінюють в 14 мільярдів доларів[3].
- Брати-близнюки РТ-70 розташовані в Євпаторії і в Міжнародній Радіоастрономічній обсерваторії «Суффа» в Узбекистані.